# E ancora canto (DVD)
E ancora canto è un DVD pubblicato da Rai Trade nel 2005, in occasione del decennale dalla scomparsa di Mia Martini. Esso contiene tre speciali realizzati dalla Rai e dedicati tutti e tre a Mia Martini, anche se non del tutto integrali.
Il primo special è Mia: spettacolo musicale con Mia Martini, per la regia di Enzo Trapani e testi di Giorgio Calabrese, con la partecipazione di Gabriella Ferri e Lino Capolicchio, trasmesso il 6 febbraio 1975; Che vuoi che sia... se t'ho aspettato tanto era dedicato interamente all'album omonimo, uscito nel 1976, accompagnata dai Libra; il terzo special, Donna Rock - Io sono Mia, si articolava originariamente in 6 puntate andate in onda sulla terza rete dal 20 settembre 1981 a domenica 29 novembre 1981.
Inoltre, contiene un libretto interno di otto pagine con foto ed articoli sull'artista Mia Martini.

## Contenuto
1. Volesse il cielo (versione strumentale)

Mia: Spettacolo musicale con Mia Martini
(Regia di Enzo Trapani, testi di Giorgio Calabrese, luci di Sergio Pesce. Con la partecipazione di Lino Capolicchio. Realizzato nel 1974. Data di prima messa in onda: 6.2.1975)
1. Talk introduttivo
2. Medley (When I fall in love/Hit the road Jack!/Desafinado)
3. Talk: "Feliccità è vivere una vita normale"
4. Inno (da L'orchestra racconta, regia di Enzo Trapani, Rai 10.10.1974)
5. ...E stelle stan piovendo
6. Agapimu
7. Talk: "La velocità del mito"
8. Medley: Padre davvero/Madre (da Senza rete '72, regia di Enzo Trapani, Rai 26.8.1972)
9. Talk: "La ricerca d'affetto"
10. Il viaggio
11. Talk: "Uomini e donne"
12. Al mondo
13. Talk: "Conosco tutti, tranne me"

Che vuoi che sia... se t'ho aspettato tanto
(A cura di Ruggero Miti. Con la partecipazione di Holer Togni. Realizzato nel 1976. Data di prima messa in onda: 21.6.1976)
1. Io donna, io persona
2. Noi due
3. In paradiso
4. Se mi sfiori
5. Fiore di melograno
6. Che vuoi che sia... se t'ho aspettato tanto
7. Preghiera

Donna Rock: Io sono Mia
(Una realizzazione della sede regionale Rai della Calabria. Regia di Maurizio Fusco, fotografie di Antonio Arena. Realizzato nel 1981. Data di prima messa in onda: 4.10.1981)
1. Sono tornata (da Rosso Tiziano, regia di Enzo Dell'Aquila, Rai 13.8.1981)
2. Senza te
3. Ti regalo un sorriso
4. Stai con me
5. Del mio amore
6. E ancora canto
7. Nanneò
8. Talk: "Voglio essere una bagnarota"
9. Donna sola

## Crediti
- DVD e testi a cura di Menico Caroli
- Montaggio, remastering audio, post-produzione: Vito Cacucciolo (Video News Bari-Triggiano)
- Proprietà del master video: Rai radiotelevisione Italiana Spa
- Proprietà del master audio: Bmg-Ricordi Spa (brani in playback), Rai Radiotelevisione Italiana Spa (brani live)
- Arrangiamenti e direzione d'orchestra: Luis Enriquez Bacalov, Pino Calvi, Dick Halligan, Natale Massara, Piero Piccioni
- Fotografie: Studio Tallarini (cover DVD), Angela Cutò (cover booklet), Giorgio Nobis (booklet)

## Ringraziamenti
- Famiglia Bertè
- Alba Calia
- Marco Tiberi
- Barbara Divita
- Mariella Laterza
- Franco Canuto
- Sergio Mocavini
- Roberto Briglianti
- Giuseppe Danza
- Angela Cutò
- Giorgio Nobis
- Luciano Tallarini
- Bmg-Ricordi Spa
- Francesco Gisotti e la sede Rai di Bari